# Sinbang-dong
Sinbang-dong (koreanska: 신방동) är en stadsdel i staden Cheonan i provinsen Södra Chungcheong, i den centrala delen av landet, 90 km söder om huvudstaden Seoul. Den ligger i stadsdistriktet Dongnam-gu.